# 737
| 737                |
| ------------------ |
| Dødsfald - Fødsler |
|                    |

| Gregoriansk kalender | 737 DCCXXXVII           |
| Ab urbe condita      | 1490                    |
| Armensk kalender     | 186 ԹՎ ՃՁԶ              |
| Kinesiske kalender   | 3433 – 3434 丙子 – 丁丑 |
| Etiopisk kalender    | 729 – 730               |
| Jødisk kalender      | 4497 – 4498             |
| Hindukalendere       |                         |
| - Vikram Samvat      | 792 – 793               |
| - Shaka Samvat       | 659 – 660               |
| - Kali Yuga          | 3838 – 3839             |
| Iransk kalender      | 115 – 116               |
| Islamisk kalender    | 119 – 120               |

- Se også Boeing 737, passagerfly

## Begivenheder
- Anden fase af Dannevirke bygges

## Dødsfald
| År | Spire Denne artikel om et år, årti, århundrede eller årtusinde er en spire som bør udbygges. Du er velkommen til at hjælpe Wikipedia ved at udvide den. |